# ديفيد سلمان
ديفيد سلمان (بالإنجليزية: David Salman)‏ هو سياسي أمريكي، ولد في 11 فبراير 1936 في هيوستن في الولايات المتحدة، وتوفي في 28 فبراير 2010. انتخب عضو مجلس نواب نيومكسيكو.